# La notte dell'imbroglio
La notte dell'imbroglio (Diggstown) è un film statunitense del 1992, diretto da Michael Ritchie.